# Rybinskreservoiret
Rybinskreservoiret (russisk: Ры́бинское водохрани́лище, tr. Rýbinskoje vodokhranílisjtje; uformelt kaldet Rybinske Hav) er et vandkraftsreservoir på Volgafloden og dens bifloder Sjeksna og Mologa, dannet af Rybinsk vandkraftværkets dæmning. Reservoiret ligger i Tver, Vologda, og Jaroslavl oblaster. Da reservoiret blev skabt, var det med sine 4.580 km², ~ 1½ gange Fyns areal, den største menneskeskabte vandmasse på Jorden. Reservoiret er det nordligste punkt på Volga. Volga-Østersøkanalen starter derfra. De vigtigste havne er Tjerepovets i Vologda oblast og Vesegonsk i Tver oblast.

## Bygningen af dæmningen
Konstruktionen af dæmningen i Rybinsk, omkring 280 km nordøst for Moskva, påbegyndtes i 1935 og. Opstemningshøjden er 18 m, svarende til en vandspejlskote på 102 moh. Ved fyldning af reservoiret, der indledtes 14. april 1941, oversvømmedes flodalene for floderne Volga, Sjeksna og Mologa. Ved afslutningen af opfyldningen i 1947 var der skabt en sø, der var omkring 60 km bred og 110 km lang. Omkring 150.000 mennesker fra den historiske by Mologa i Jaroslavl oblast og 663 mindre landsbyer blev genbosat andetsteds, hovedsageligt i Rybinsk.
Søen er en del af Volga-Østersøvandvejen, der forbinder Volga med Østersøen. Skibe fra Det Kaspiske Hav kan ikke bare kan nå Østersøen, men via Hvidehavskanalen, helt til Hvidehavet.
Efter indvielsen af det 6.450 km² store Kujbysjevskojereservoire med et volumen på 58 km³ i 1957 ca. 1000 km længere nede af Volga, er Rybinskreservoiret det næstestørste reservoire i Europa.

## Vandkraftværket
Den 18. november 1941, kun syv måneder efter fyldning af reservoiret var indledt, sattes den første turbine i drift og den 15. januar 1942 lykkedes at sætte den anden turbine i drift.
Vandkraftværket var oprindeligt tænkt som en reserve elforsyning til de strategisk vigtige Moskva-objekter som Kreml, generalstaben og radiostationer. Rybinsk vandkraftværket var derfor, i modsætning til andre kraftværker, tilsluttet til Moskva via armerede underjordiske kabeler, der på trods af de voldsomme bombardementer, aldrig blev afbrudt. Det første transmissionskabel til Moskva blev sat i drift i 1941, det andet i 1943.. Vandkraftværket spillede således en vigtig rolle i elforsyningen til Moskva under Slaget om Moskva
I dag er effekten på 346 MW og den gennemsnitlige årlige produktion på 935 GWh fra vandkraftværket ikke længere af afgørende betydning.

## Flora
Rybinskreservoirets bredder er lave med våde enge, skove, sumpe. Kun nogle få steder i de oversvømmede dale findes klipper dækket med fyrretræer. Med skabelsen af Rybinskreservoiret er mikroklimaet i de omkringliggende områder ændret. Somrene er blevet mere fugtige og kølige. Om vinteren, fryser reservoiret til. Reservoirsøen er islagt fra midten af november til begyndelsen af maj. Istykkelsen når op til 60-70 cm. Fra den nordvestlige del af Rybinskreservoirets bred løsriver store tørveøer med vegetation, endda små træer, sig ofte. De flydende øer udgør interessante mikrobiotoper.

## Fauna
Fiskebestanden i Rybinskreservoiret er stør, kaspisk sild, heltling, stor svævhelt, smelt, gedde, ål, malle, knude, kutling, hvidfinnet ferskvandsulk, rødding , pigsmerling, aborre og skalle. De talrigeste fisk tilhører familierne af karusser og dam-karusser. De vigtigste arter af fisk fanget i reservoiret er brasen, skalle, brasenflire, smelt, knude, gedde, sandart og aborre.

## Galleri
- Darwin biosfærereservat i forbindelse med Rybinskreservoiret
- Reservoirsøen om vinteren
- Reservoirsøen i april
- Vandkraftdæmningen
- Turbine nr. 2